# Evan Davis
Evan Harold Davis, född 8 april 1962 i Ashtead i Surrey i Storbritannien, är en brittisk journalist. Han är mest känd för att vara ekonomisk kommentator på det brittiska statliga TV-nätverket BBC. Han har även varit programledare för den brittiska versionen av Draknästet.